# Masticophis
Masticophis is een geslacht van slangen uit de familie toornslangachtigen (Colubridae) en de onderfamilie Colubrinae.

## Naam en indeling
De wetenschappelijke naam van de groep werd voor het eerst voorgesteld door Spencer Fullerton Baird en Charles Frédéric Girard in 1853. De groep wordt vertegenwoordigd door elf soorten.
Het geslacht werd enige tijd niet meer erkend en de soorten werden toen aan het geslacht toornslangen (Coluber) toegekend. Later werd dit weer teruggedraaid en is het geslacht Coluber tegenwoordig monotypisch.

## Verspreiding en habitat
De soorten komen voor in delen van Noord- en Midden-Amerika en leven in de landen Verenigde Staten, Mexico, Belize, Guatemala, Honduras, El Salvador, Nicaragua, Costa Rica, Panama, Colombia en Venezuela.
De habitat bestaat uit tropische en subtropische bossen, scrubland, savannes, graslanden en woestijnen.

## Beschermingsstatus
Door de internationale natuurbeschermingsorganisatie IUCN is aan tien soorten een beschermingsstatus toegewezen. Acht soorten worden beschouwd als 'veilig' (Least Concern of LC) en een als 'onzeker' toegewezen (Data Deficient of DD). De soort Masticophis anthonyi ten slotte wordt gezien als 'ernstig bedreigd' (Critically Endangered of CR).

## Soorten
Het geslacht omvat de volgende soorten, met de auteur en het verspreidingsgebied.
| Naam                    | Auteur                          | Verspreidingsgebied                                                                                  |
| ----------------------- | ------------------------------- | --- |
| Masticophis anthonyi    | Stejneger, 1901                 | Mexico                                                                                               |
| Masticophis aurigulus   | Cope, 1861                      | Mexico                                                                                               |
| Masticophis barbouri    | Van Denburgh & Slevin, 1921     | Mexico                                                                                               |
| Masticophis bilineatus  | Jan, 1863                       | Mexico, Verenigde Staten                                                                             |
| Masticophis flagellum   | Shaw, 1802                      | Mexico, Verenigde Staten                                                                             |
| Masticophis fuliginosus | Cope, 1895                      | Mexico, Verenigde Staten                                                                             |
| Masticophis lateralis   | Hallowell, 1853                 | Mexico, Verenigde Staten                                                                             |
| Masticophis mentovarius | Duméril, Bibron & Duméril, 1854 | Mexico, Belize, Guatemala, Honduras, El Salvador, Nicaragua, Costa Rica, Panama, Colombia, Venezuela |
| Masticophis schotti     | Baird & Girard, 1853            | Mexico, Verenigde Staten                                                                             |
| Masticophis slevini     | Lowe & Norris, 1955             | Mexico                                                                                               |
| Masticophis taeniatus   | Hallowell, 1852                 | Mexico, Verenigde Staten                                                                             |